# Râul Ruginoasa, Valea Neagră
Râul Ruginoasa este un curs de apă, afluent al râului Valea Neagră. 